# باشگاه والیبال صفاقسی
باشگاه والیبال صفاقسی (به عربی: النادي الرياضي الصفاقسي للكرة الطائرة) باشگاه حرفه‌ای والیبال مستقر در صفاقس تونس است. این باشگاه در سال ۱۹۲۸ تأسیس شد. صفاقسی با ۱۲ قهرمانی دومین تیم پرافتخار سوپر لیگ والیبال تونس است. صفاقسی با ۸ قهرمانی در جام باشگاه‌های عرب موفق‌ترین تیم و با ۶ قهرمانی در جام باشگاه‌های آفریقا دومین تیم موفق مسابقات است. صفاقسی دو بار سابقه حضور در قهرمانی باشگاه‌های جهان را دارد.